# Centrem
Centrem (en castellano, «Centremos») es un partido político nacionalista catalán y de centro a centroderecha radicado en Cataluña, presentado el 11 de enero de 2022 por la ex secretaria general del Partido Demócrata Europeo Catalán (PDeCAT), Àngels Chacón.
El partido es un intento de unificar los partidos en el espacio político dejado por la disolución de Convergència i Unió (CiU), y posteriormente, la conversión de la alianza Junts per Catalunya en un proyecto personalista de Carles Puigdemont en julio de 2020. El partido cuenta con el apoyo del ex partido de Chacón, el PDeCAT, así como Convergents (CNV), Liga Democrática (LD) y Lliures, ya ha anunciado que disputará las elecciones municipales españolas de 2023 en Cataluña. El Partit Nacionalista de Catalunya (PNC) de la ex coordinadora general del PDeCAT, Marta Pascal, ha rechazado abiertamente unirse a la plataforma de Centrem.

## Organización
- Secretaría General: Vacante (Anteriormente: Angels Chacón)
- Presidencia: Lluís Font
- Portavocía: Nicolás de Salas
  - Acción Política: Astrid Barrio
  - Organización Territorial: Ágata Peñalver